# Hadronyche venenata
Hadronyche venenata är en spindelart som först beskrevs av Hickman 1927.  Hadronyche venenata ingår i släktet Hadronyche och familjen Hexathelidae.
Artens utbredningsområde är Tasmanien. Inga underarter finns listade i Catalogue of Life.